# Hellmut Ehrath

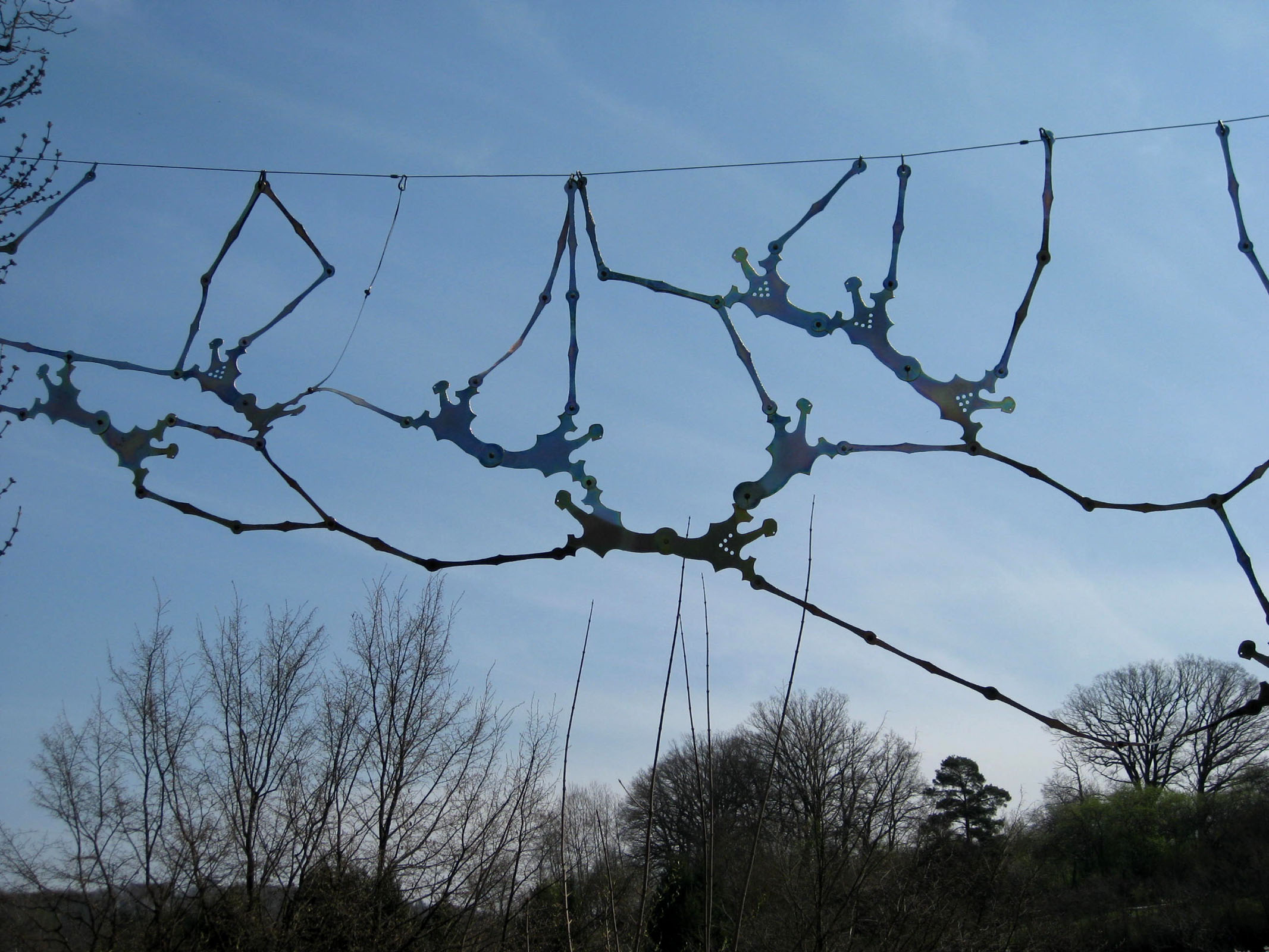
Figurengruppe (2002)

Hellmut Ehrath (Oberndorf am Neckar, 16 augustus 1938 – Herrenberg, 13 september 2008) was een Duitse beeldhouwer, tekenaar en graficus.

## Leven en werk
Ehrath volgde van 1955 tot 1958 een opleiding grafisch tekenen en studeerde van 1958 tot 1962 grafiek en schilderkunst aan de Staatliche Akademie der Bildenden Künste Stuttgart bij de hoogleraren Rolf Daudert en Manfred Henninger. Aansluitend bezocht hij meerdere landen in het Nabije oosten en Soedan. Van 1962 tot 1978 was hij als tekenaar en illustrator werkzaam bij de productie van medische animatiefilms en reclamespots en na 1978 werkte hij als illustrator voor medische uitgeverijen.
Van 1977 tot 1978 volgde Ehrath een opleiding als lasser, waarna hij in een eigen atelier objecten creëerde van metaalschrot en telefoonboeken. Daarnaast schiep hij aquarellen, schilderijen en tekeningen. Ehrath kreeg in meerdere steden opdracht voor werken in de openbare ruimte, aanvankelijk werkte hij in een abstracte stijl, maar na 1990 werden zijn beeldhouwwerken, objecten, tekeningen en grafiek figuratiever. Thema's ontleende hij aan de reizen die hij naar Nepal, India en Afrika maakte.
In 2010 vond een overzichtstentoonstelling plaats van de in 2008 overleden kunstenaar in het "Kulturzentrum Zehntscheuer Rottenburg".

## Werken (selectie)
- 1983 : Satz des Pythagoras, Sindelfingen
- 1985 : Archimedes, Sindelfingen
- 1987 : Imbus "Rotatus", Sindelfingen (kinetisch object)
- 1989 : Obelisk en Stele, Herrenberg-Gültstein
- 1990 : Walkmen, Figuren am Marktplatz, Vaihingen an der Enz
- 1990 : Mineral-Kristall, Böblingen
- 1994 : Dreifuß, Herrenberg
- 1994 : Seilschaften, Tamm
- 1995 : Anatomische Tafel, Rottenburg am Neckar
- 1997 : Wünschelrutengänger, Ammerbuch-Poltringen
- 1998 : Blauer Stuhl, station van Herrenberg
- 2000 : Pendelschlag, Herrenberg – (samen met de beeldhouwer Peter Lenk)
- 2002 : Kalligraphie Venusberg, Herrenberg
- 2004 : Alle Richtungen, Gärtringen

## Fotogalerij

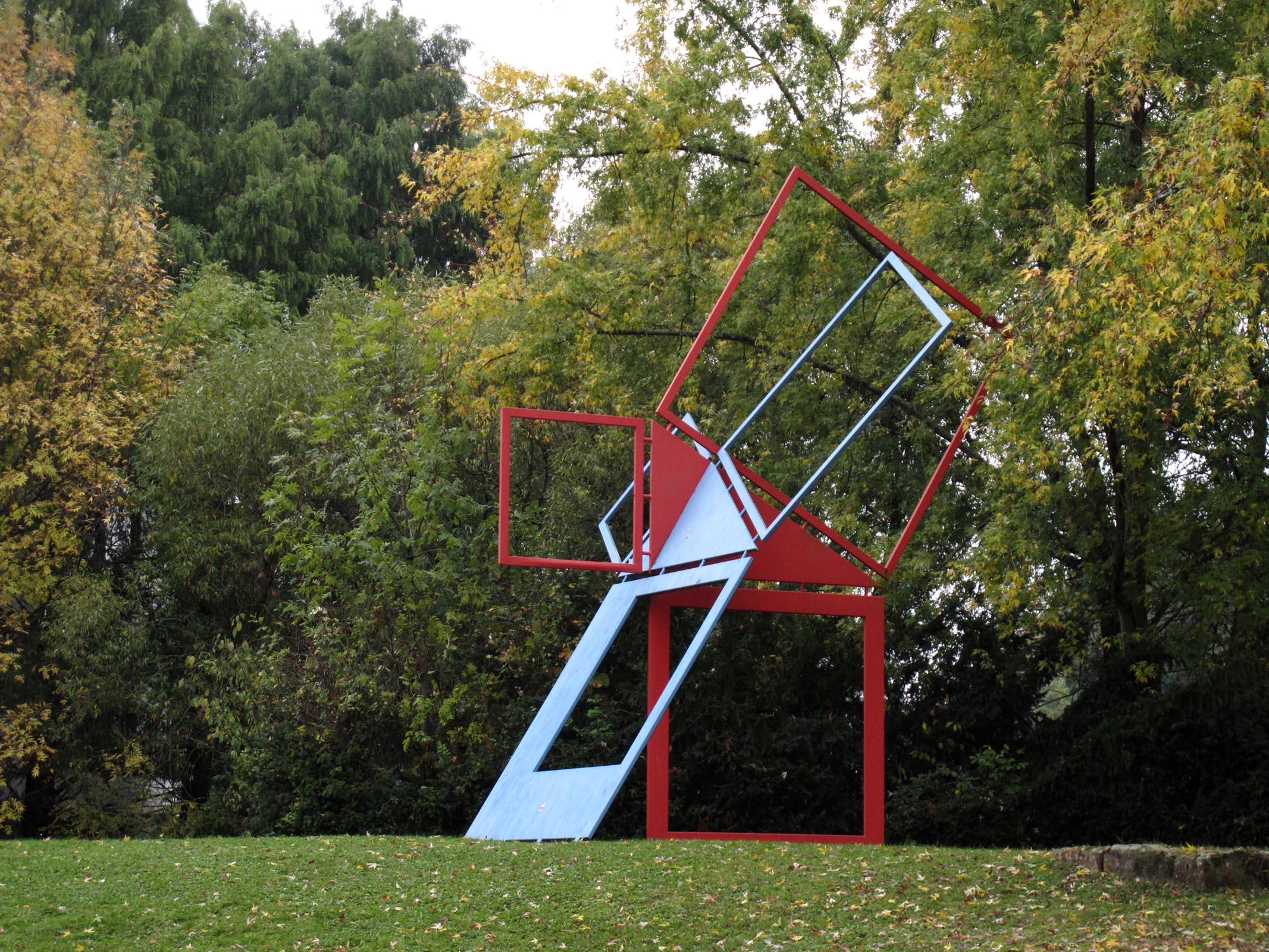
Satz der Pythagoras, 1983
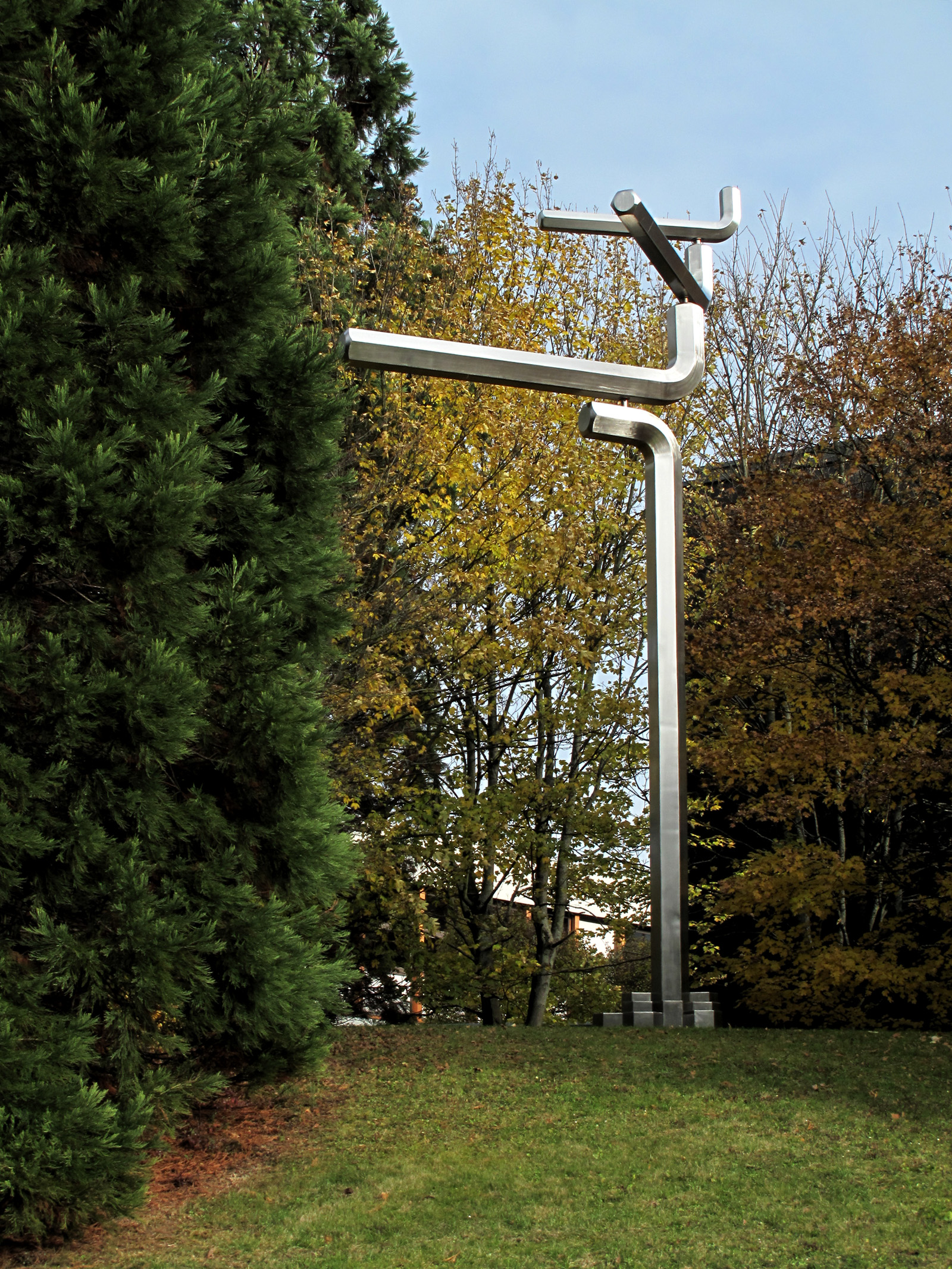
Rotatus 1987
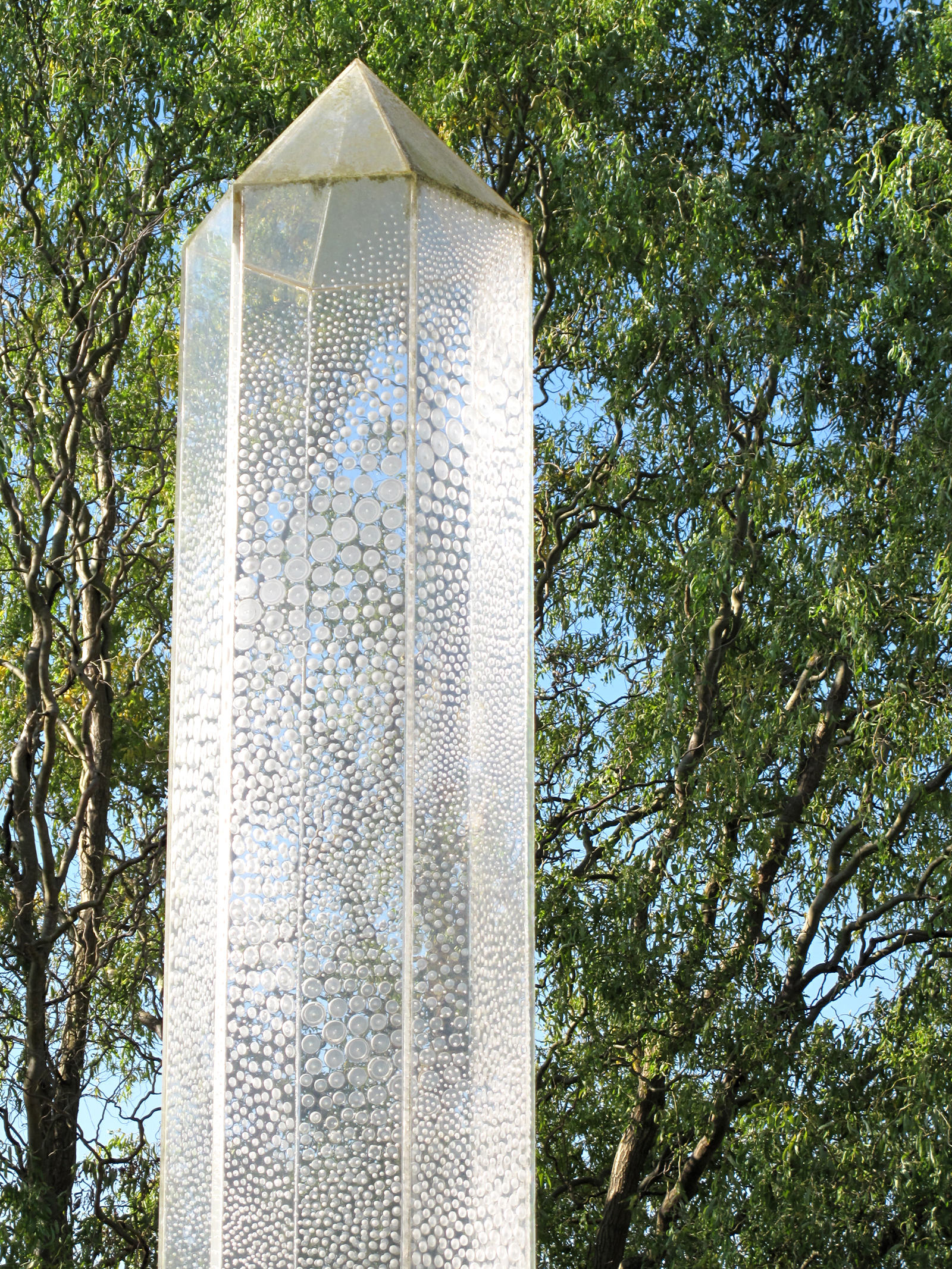
Obelisk (detail), 1989
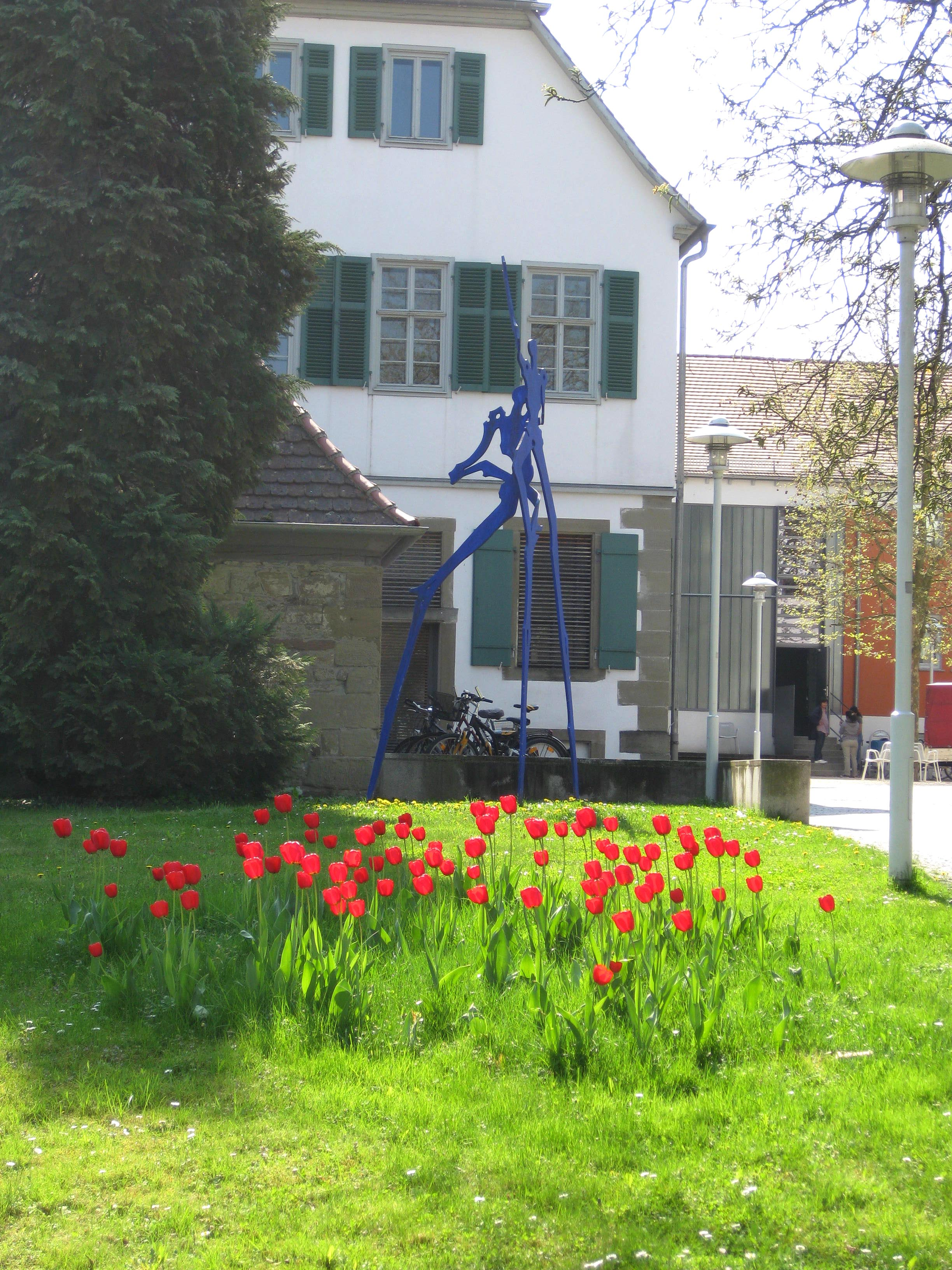
Dreifuß, 1994
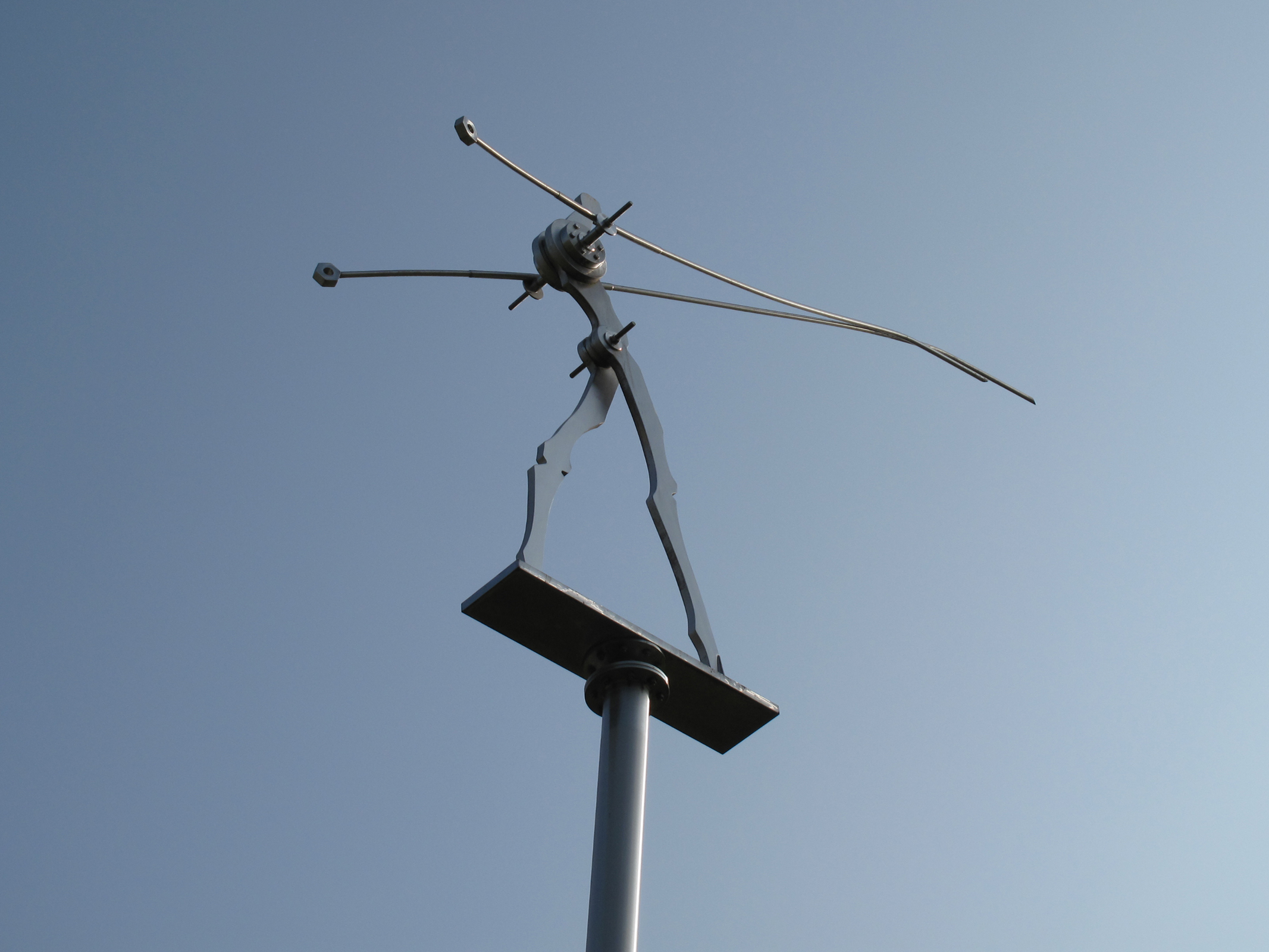
Wünschelrutengänger, 1997
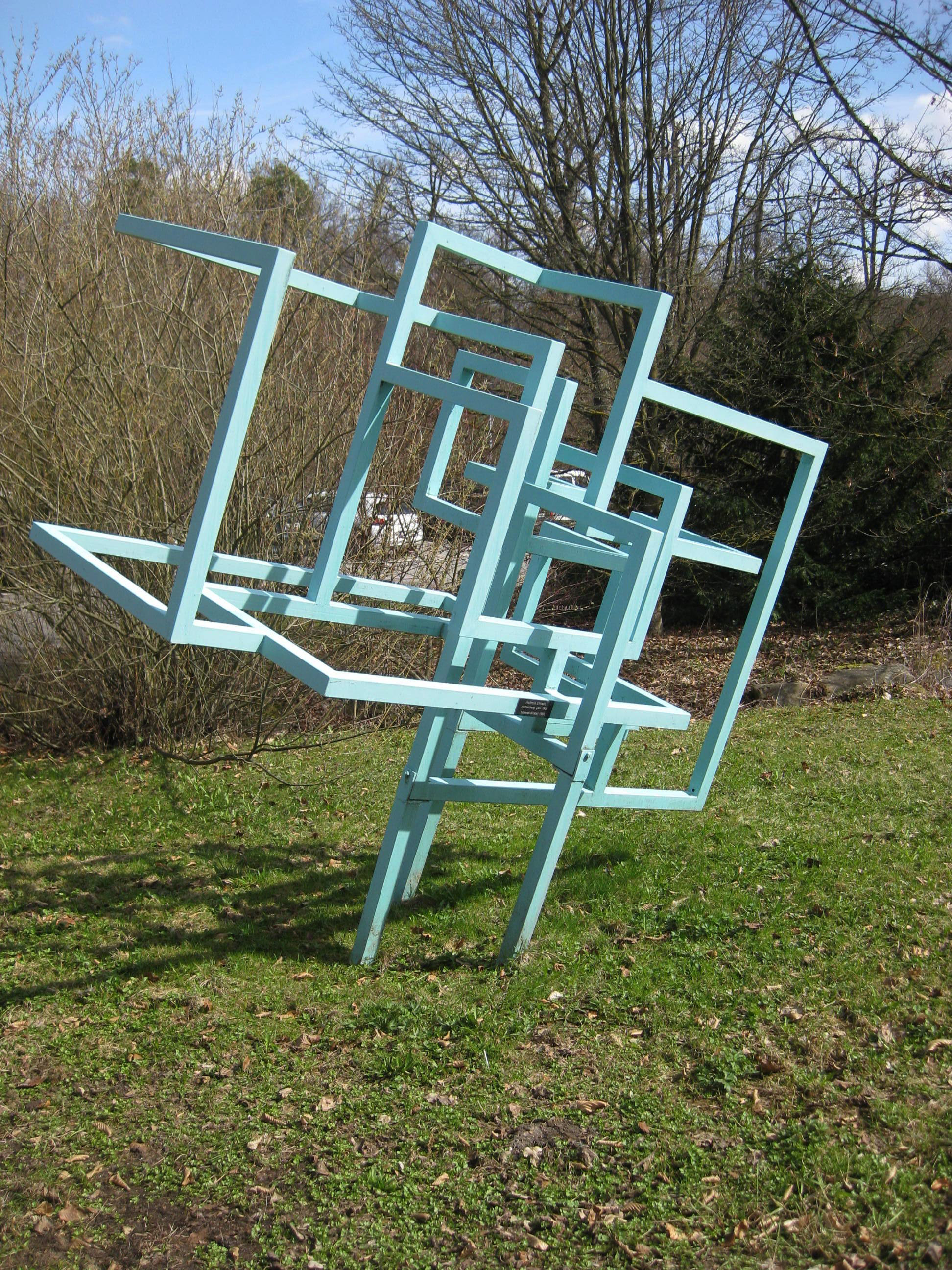
Mineral-Kristall, 1990
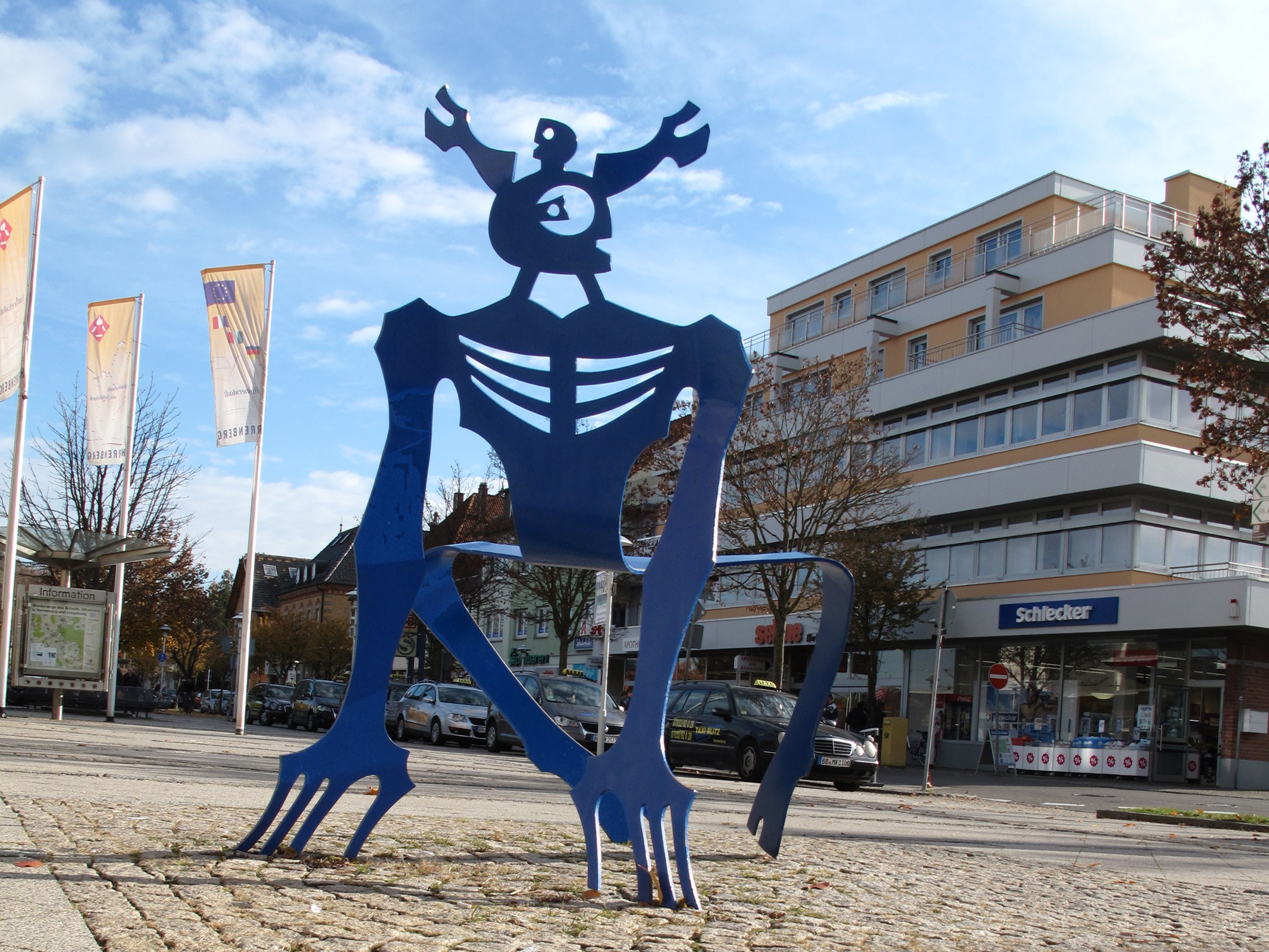
Blauer Stuhl (1998), Herrenberg
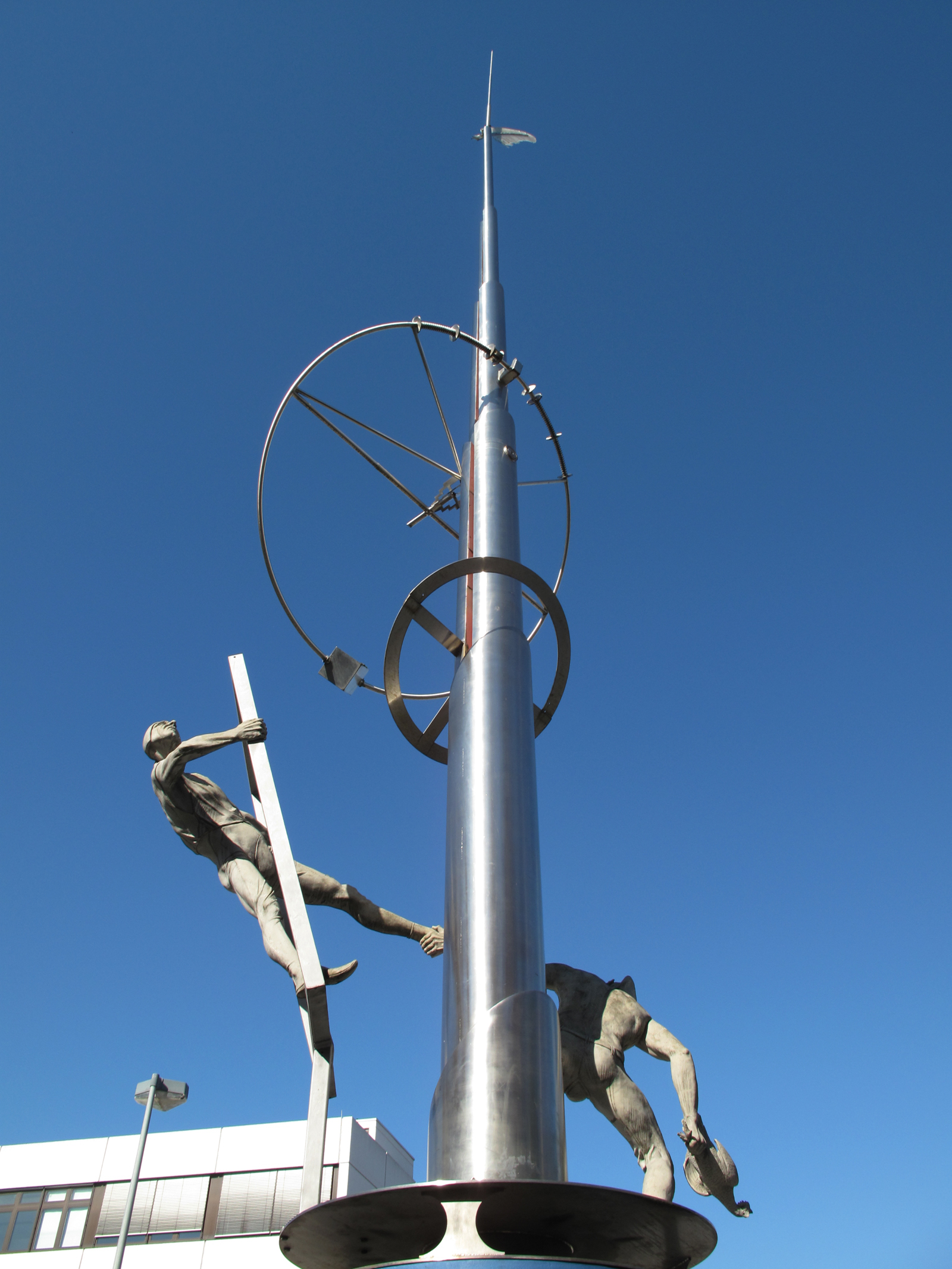
Pendelschlag (Detail), 2000
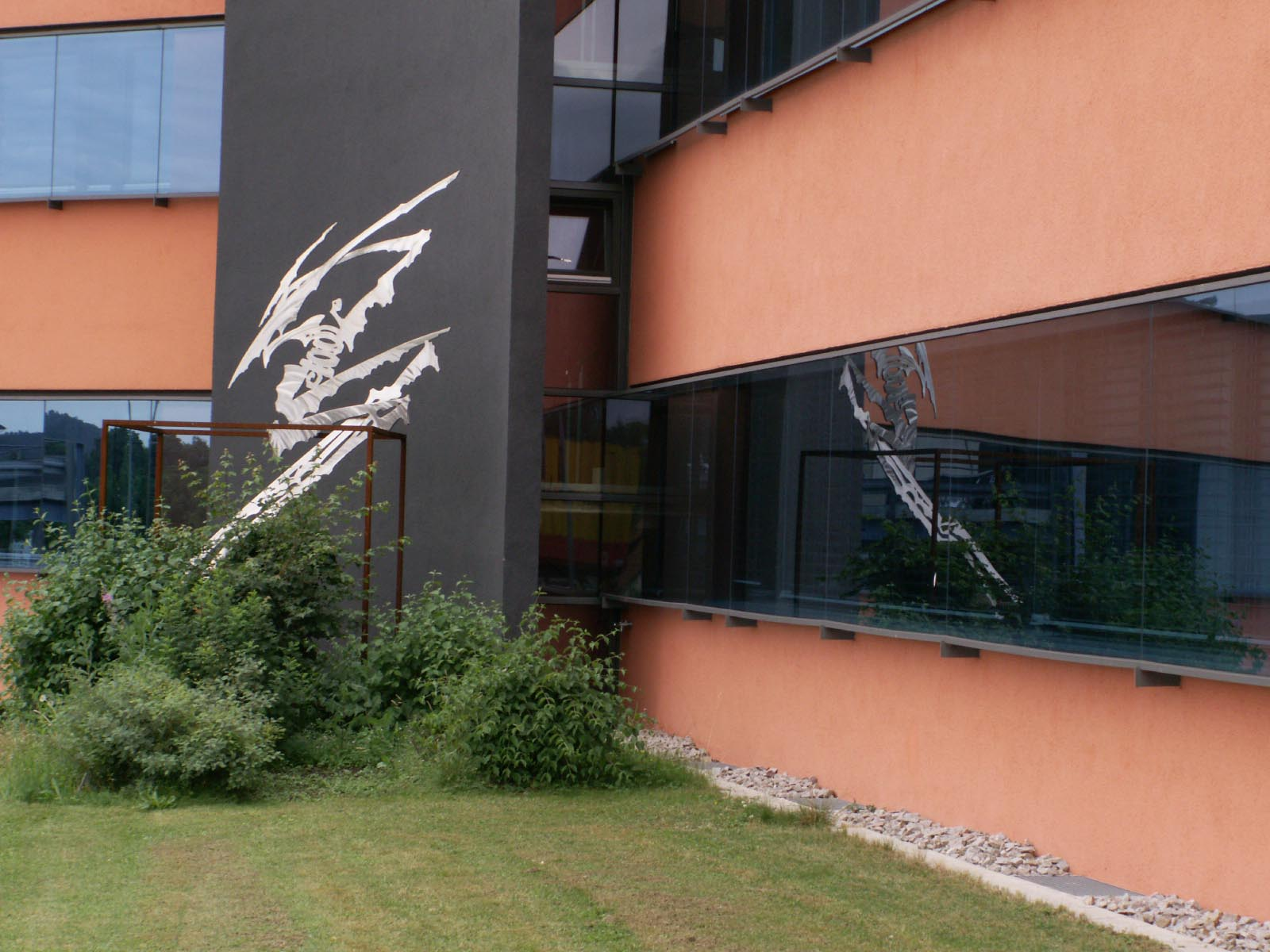
Kalligraphie Venusberg, 2002
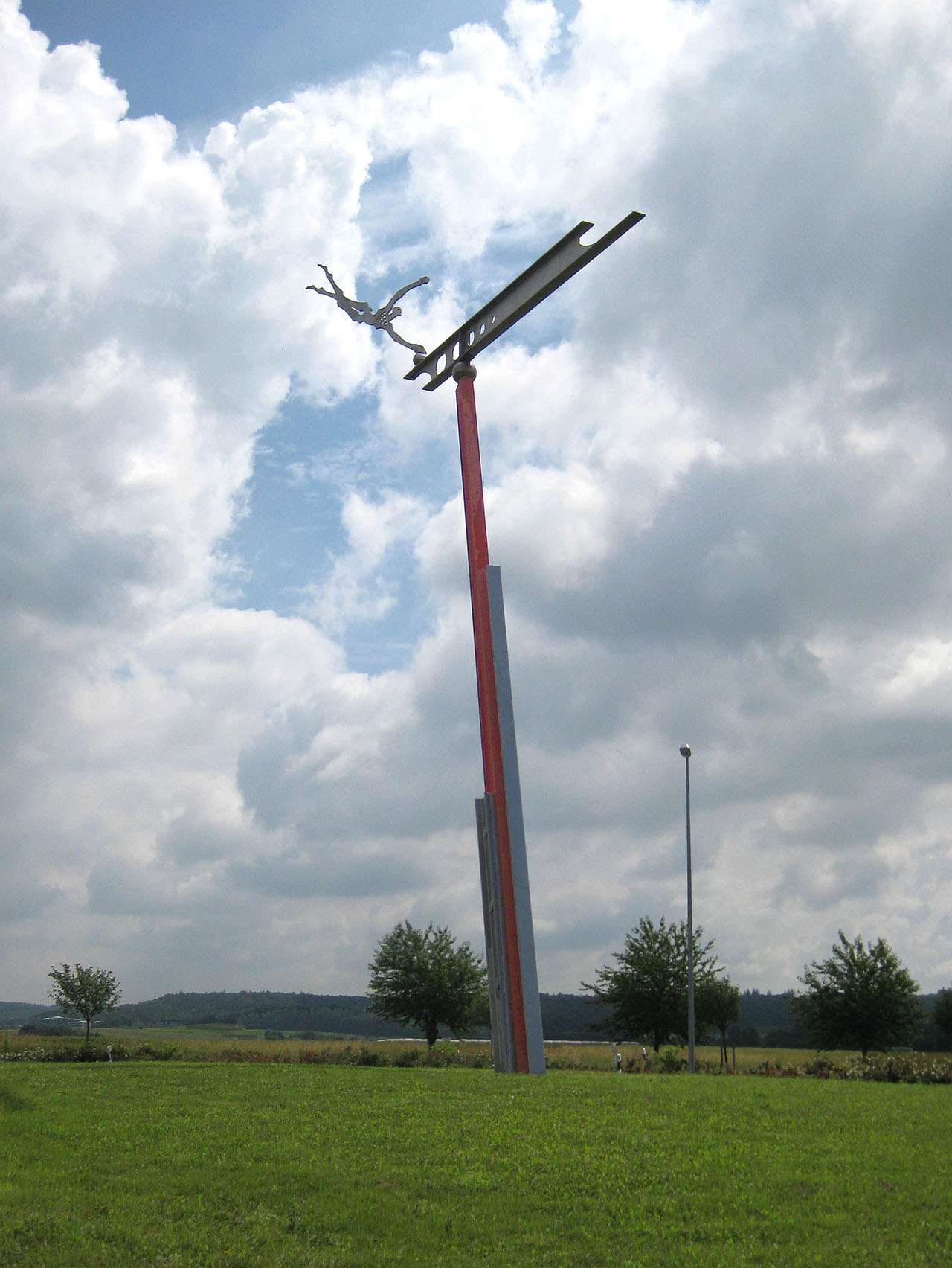
Alle Richtungen, 2004